# Diabo (Botswana)
Diabo é uma vila localizada no Distrito do Sul em Botswana. Possuía, em 2011, uma população estimada de 285 habitantes.